# 貞觀地震
貞觀地震（日语：〔〕／ Jōgan jishin */?），又稱為貞觀三陸地震（〔〕／ Jōgan Sanriku jishin），是指出在日本平安時代前期、清和天皇貞觀11年5月26日（869年7月13日）發生在三陸近海的強烈地震，原因推測為當時日本海溝斷層錯動所導致。

## 地質背景
日本列島地處歐亞大陸板塊、北美洲板塊、太平洋板塊和菲律賓海板塊4個板塊的交界處，是組成環太平洋火山地震帶的1部分。在太平洋板塊、北美洲板塊和歐亞大陸板塊、菲律賓板塊互相碰撞，讓日本列島逐漸從海底突起，這變得日本附近的地區火山、地震等自然災害頻發。
這場地震震央位於在日本海溝，也是由逆斷層錯動所導致的大型逆衝區地震，跟在21世紀初發生的東日本大地震屬於同一類型。

## 震害情況
史書《日本三代實錄》（又稱《三代實錄》，醍醐天皇延喜元年（901年）成書）中，對貞觀地震進行了詳細的紀錄。
貞觀十一年五月廿六日（869年7月13日），地震發生：
|  | ⋯⋯五月廿六日癸未，陸奧國地大震動，流光如晝隱映。頃之，人民叫呼，伏不能起，或屋仆壓死、或地裂埋殪；馬牛駭奔，或相昇踏。城（郭）倉庫、門櫓墻壁，頽落顛覆，不知其數；海口哮吼，聲似雷霆；驚濤涌潮，泝洄漲長，忽至城下，去海數十百里，浩々不辨其涯諸。原野道路，惣爲滄溟，乘船不遑，登山難及，溺死者千許，資產苗稼，殆無孑遺焉。⋯⋯ |

當時的日本朝廷反應緩慢，直到三個月後的貞觀十一年九月七日（869年10月19日）才有所動作，派遣使者勘察災情：
|  | ⋯⋯九月七日辛酉⋯⋯以從五位上行左衛門權佐兼因幡權介．紀朝臣春枝爲檢陸奧國地震使；判官一人、主典一人。⋯⋯ |

同年十月十三日（11月24日），清和天皇正式下詔妥善安置生還者、埋葬死者，並免除災民之勞役及賦稅：
|  | ⋯⋯十月十三日丁酉，詔曰：「羲農異代，未隔於憂勞；堯舜殊時，猶均於愛育；豈唯地震周日，姫文於是責躬；旱流殷年，湯帝以之罪己。朕以寡昧，欽若鴻圖，脩德以奉靈心、莅政而從民望，思使率土之内，同保福於遂生；編戶之間，共銷災於非命，而惠化罔孚。至誠不感，上玄降譴，厚載虧方。如聞陸奧國境地震尤甚，或海水暴溢而爲患，或城宇頽壓而致殃。百姓何辜，罹斯禍毒？憮然愧懼，責深在予。今遣使者，就布恩煦，使與國司；不論民夷，勤自臨撫，既死者盡加收殯，其存者詳崇賑恤；其被害太甚者，勿輸租調；鰥寡孤獨、窮不能自立者，在所斟量，厚宜支濟，務盡矜恤之旨，俾若朕親覿焉。」⋯⋯ |

據學者推算，這場地震的里氏地震規模達到8.3以上，其所引發的巨大海嘯更對日本東部沿海地區造成巨大損害。